# Bellusaurus sui
Il bellusauro (Bellusaurus sui) è un dinosauro erbivoro appartenente ai sauropodi. Visse all'inizio del Giurassico superiore (Oxfordiano, circa 160 milioni di anni fa). I suoi resti fossili sono stati ritrovati in Cina.

## Fossili

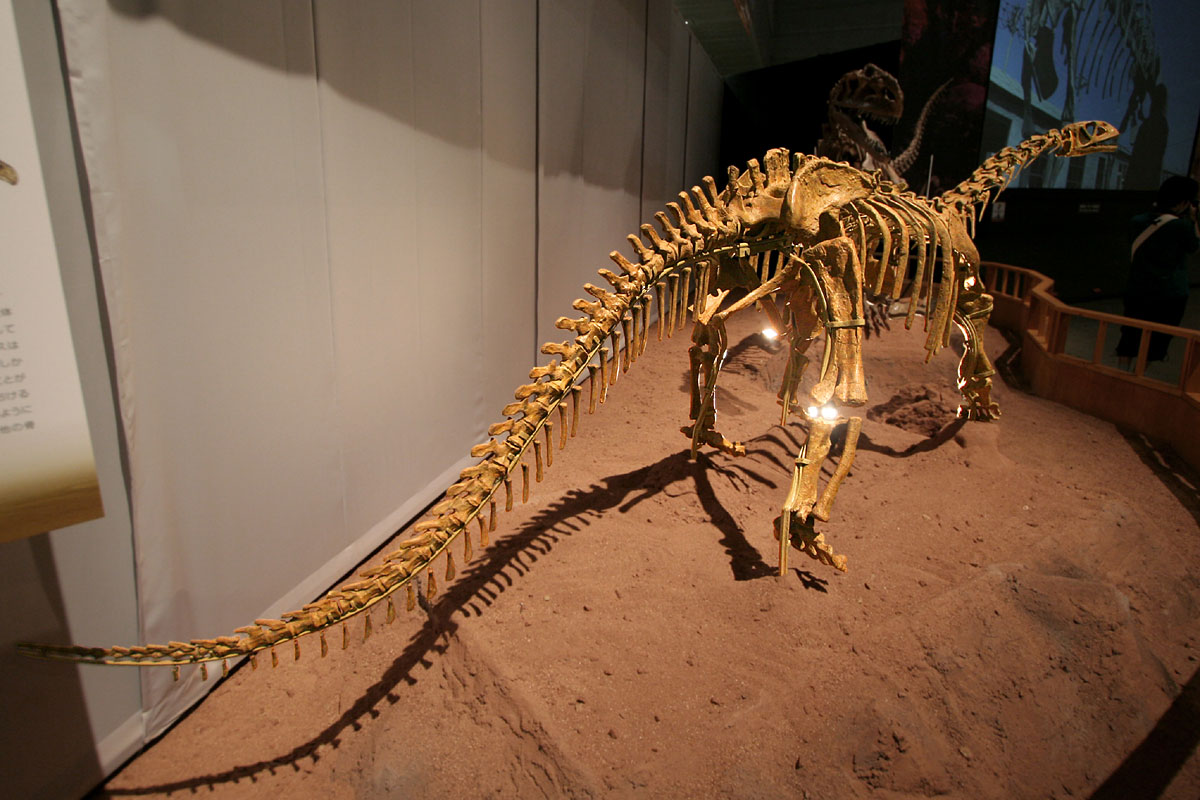
Scheletro in vista posteriore

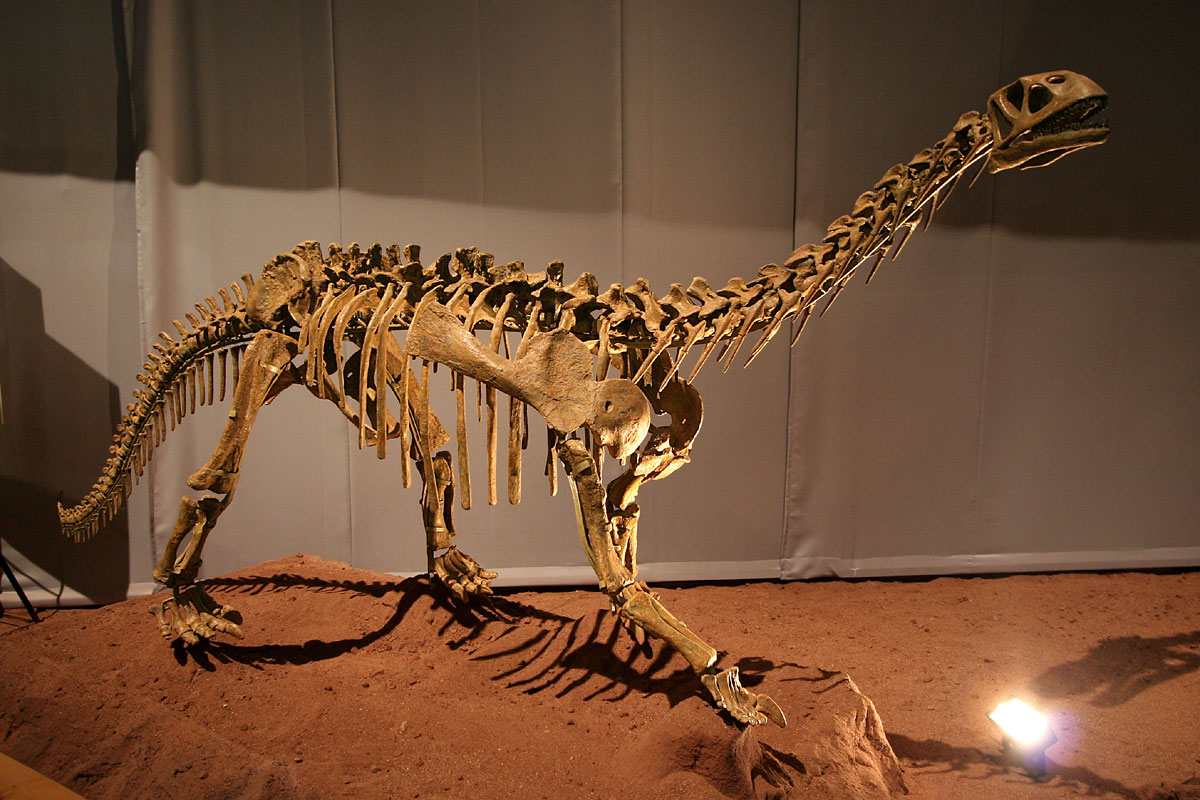
Scheletro di Bellusaurus

Questo dinosauro, anche se non molto noto al grande pubblico, è uno dei sauropodi più conosciuti grazie al ritrovamento di diciassette esemplari ben conservati in un'unica località, nel bacino dello Junggar. I fossili sono stati ritrovati nella formazione Shishugou, che ha restituito numerosi altri fossili di dinosauri, tra cui Sinraptor e Limusaurus. È possibile che i diciassette esemplari di Bellusaurus fossero una mandria e che si siano fossilizzati insieme in seguito a un'inondazione improvvisa.

## Descrizione
La caratteristica principale di Bellusaurus è data dalle sue piccole dimensioni (in confronto a quelle degli altri sauropodi): la lunghezza era inferiore a 5 metri. Il collo, inoltre, era insolitamente corto, mentre il cranio richiama vagamente quello di Camarasaurus, poiché era alto e relativamente corto.

## Classificazione
Il bellusauro (il cui nome significa "lucertola bella") è considerato un rappresentante dei macronari, un gruppo di sauropodi che comprendeva forme gigantesche come Brachiosaurus e Argentinosaurus. È probabile che Bellusaurus fosse un rappresentante primitivo di questo gruppo, forse ancestrale ai brachiosauridi propriamente detti. Dal momento che si conoscono solo esemplari giovanili, non è chiaro quale potesse essere l'aspetto della forma adulta di Bellusaurus, e forse è un esemplare di sauropode già noto (Klamelisaurus).